# П'єріно проти всіх
«П'єріно проти всіх» («Pierino contro tutti») — італійська еротична комедія 1981 року, знята режисером Маріно Джіроламі.

## Сюжет
П'єріно — бешкетний і непосидючий хлопчисько, який постійно жартує і влаштовує розіграші в школі. Його головним противником є літня вчителька, яка часто стає жертвою його витівок. П'єріно не втрачає можливості покепкувати з неї, і його жарти часом переходять усі межі.
Якось П'єріно вчинив аж надто злий жарт, який призвів до того, що вчителька зламала руку. Цей випадок став поворотним моментом у їхніх стосунках, адже тепер П'єріно усвідомив, що його жарти можуть призвести до серйозних наслідків. Цей фільм — кумедна й водночас повчальна історія про те, як важливо думати про наслідки своїх дій, навіть якщо вони здаються всього лише нешкідливими жартами.

## У ролях
- Альваро Віталі: П'єріно
- Джанкарло Колароссі: Лучо
- Вальтер Маргара: Луїджі
- Мікеле Гамміно: проф. Челані
- Мікела Міті: заміна Ріцці
- Софія Ломбардо: вчитель Маццакураті
- Енцо Ліберті: Арістід, батько П'єріно
- Джуліо Массіміні: батько Луїджі
- Ріккардо Біллі: дід П'єріно
- Дедді Саваньоне: мати П'єріно
- Маріса Мерліні: Надя, ворожка
- Енцо Гарінеї: клієнт будівельного магазину
- Енцо Робутті: власник господарського магазину
- Аттіліо Доттесіо: лікар
- Крістіна Моффа: Сабріна, сестра П'єріно
- Альфредо Адамі: Альфонсо, двірник
- Стефанія Стелла: Бенедетта, офіціантка в таверні
- Вінченцо Крочітті: людина, яку вкусила гадюка
- Франческа Романа Колуцці: перехожа, яка боїться котів
- Сусанна Фассетта: Сусанна
- Сальваторе Баккаро: Джованні, оператор пінболу
- Фабіо Гроссі: бармен
- Франка Сканьєтті: касир за барною стійкою
- Франко Караччоло: чоловік за барною стійкою
- Франка Мантеллі: мати в парку
- Енніо Антонеллі: клієнт у таверні
- Діно Кассіо: таксист
- Гверріно Крівелло: чоловік поруч із вагітною жінкою
- Валеріо Ісідорі: жебрак
- Діана Деї: жінка, що сидить на лавці
- Антоніо Спіннато: кіноглядач

## Знімальна група
- Режисер: Маріно Джіроламі
- Сценарій: Маріно Джіроламі, Джанфранко Клерічі, Вінченцо Манніно
- Продюсер: Сесілія Бігацці
- Оператор: Федеріко Занні
- Композитор: Берто Пізано
- Художник: Вінченцо Мороцці
- Монтаж: Альберто Моріані
- Костюми: Сільвана Скандар'ято
- Грим: Рауль Раньєрі